# Borneanapis
Borneanapis is een monotypisch geslacht van spinnen uit de  familie van de Dwergkogelspinnen (Anapidae).

## Soort
- Borneanapis belalong Snazell, 2009